# Balduin, der Trockenschwimmer
Balduin, der Trockenschwimmer, auch bekannt als Der kleine Sausewind (Originaltitel: Le Petit Baigneur), ist eine französische Filmkomödie aus dem Jahr 1968 mit Louis de Funès und Robert Dhéry. Letzterer führte auch Regie. Der Film startete am 22. Mai 1968 in den bundesdeutschen Kinos.

## Handlung
Die Angestellten einer kleinen Bootswerft für Sportjachten zittern vor Louis-Phillippe Fourchaume: Der Firmenchef ist ein jähzorniger und cholerischer Zeitgenosse, der seine Mitarbeiter des Öfteren lautstark beschimpft. André Castagnier ist ein etwas tollpatschiger Konstrukteur der Firma. Als dessen neueste Konstruktion, ein Schnellboot namens Das Unzerstörbare (franz.: „L'Increvable“), beim Stapellauf durch eine kraftvoll geworfene Sektflasche leckschlägt, bekommt er Fourchaumes Zorn zu spüren und wird fristlos entlassen.
Als sich wenig später herausstellt, dass Castagnier mit dem Designentwurf des Segelbootes Der kleine Wasservogel/Der kleine Sausewind (franz.: „Le Petit Baigneur“) einen bedeutenden Preis gewonnen hat, ist guter Rat teuer. Denn Fourchaume braucht den Segler und Castagnier, um einen lukrativen Großauftrag zu ergattern. Notgedrungen muss der Choleriker zu Kreuze kriechen, um seinen Chefkonstrukteur zurückzugewinnen. Gemeinsam mit seiner Frau Marie-Beatrice macht Fourchaume sich zu Castagnier auf, der an einem Küstenstrich mit seiner nahezu ausschließlich rothaarigen Familie lebt. Da Fourchaumes aufbrausendes Temperament Castagniers Sippschaft bekannt ist, wird er sehr reserviert und teils feindselig empfangen. Zudem mischt sich der italienische Bootsbauer Cacciaperotti in die Verhandlungen ein, der Castagnier ebenfalls gern verpflichten möchte.
In der Folge versuchen die beiden Industriellen Castagnier mit aller Macht auf ihre jeweilige Seite zu ziehen, was teilweise in heillosem Chaos endet. Schließlich gelingt es aber Fourchaume, über seinen Schatten zu springen, sich mit Castagnier wieder zu versöhnen und ihn in die Firma zurückzuholen. Fourchaume und Castagnier führen die Werft fortan als gleichwertige Partner. Bei einer neuerlichen Schiffstaufe sinkt das Schiff – augenscheinlich durch Castagniers Konstruktionsfehler. Fourchaume erleidet eine neuerliche Wutanfall und jagt hinter Castagnier her, der mit seiner Familie flüchtet. Alles beginnt von vorn.

## Deutsche Synchronfassungen
Von Balduin der Trockenschwimmer wurden drei unterschiedliche deutsche Synchronversionen gefertigt: zwei in der BRD und eine in der DDR. Die westdeutsche Fassung des Films wurde um zirka fünf Minuten gekürzt. Es fehlen zwei Handlungsstränge: Zum einen ist die Szene mit de Funès und dem führerlosen Traktor im Original etwas länger, zum anderen fehlt eine Sequenz, bei der Fourchaume verschiedene von Castagnier verunstaltete Bilder von sich findet. Er reißt sich angesichts des Schmusekurses aber zusammen und agiert ferner, als spielte er verzückt auf einer imaginären Geige. Bei TV-Ausstrahlungen fehlt auch die Szene, in der die Fourchaumes genervt dem langsam fahrenden Traktor hinterher fahren. Die DDR-Fassung ist vollständig.
Der Film ist eine der wenigen Ausnahmen, bei der die DDR-Synchronisation (hier sprach Willi Narloch de Funès) auch in Westdeutschland für die Vermarktung in Kino und TV verwendet wurde, da nicht nur die ursprüngliche Fassung mit Gerd Martienzen von 1969 verloren ging, sondern zeitweise auch die Neufassung von 1974. Lange Zeit existierte letztere unter dem Titel Der kleine Sausewind nur in einer Super-8-Version. Hier ist de Funès’ Standardsprecher Gerd Martienzen zu hören. Diese Version ist sehr rar und daher unter Sammlern begehrt. Mittlerweile ist ein Großteil dieser Fassung wieder aufgetaucht und auf der Kinowelt-DVD zu hören. Bei TV-Ausstrahlungen ist nun auch die Fassung von 1974 zu hören.

## Sonstiges
- Nicht nur Castagnier-Darsteller und Regisseur Robert Dhéry wirkte bei der Produktion vor und hinter der Kamera mit. Gérard Calvi, der die Filmmusik verantwortlich gefertigt hat, spielt eine kleine Rolle als Leiter einer Musikkapelle.
- Fourchaume fährt im Film einen Jaguar E. Nach Drehschluss kaufte sich Funès privat einen solchen Wagen.
- In diesem Film spielt diesmal nicht, wie sonst oft, Claude Gensac seine Ehefrau, sondern Andrea Parisy.

## Kritiken
„Ein amüsanter Louis-de-Funès-Film, der jedoch das zu Anfang eingeschlagene Tempo nicht halten kann.“

„Komischer Film, der seinen anfänglichen Witz nicht ganz halten kann und einige Längen aufweist, in dem man sich aber doch einigermaßen unbeschwert amüsieren kann. Für Freunde des französischen Erzkasperls Louis de Funès.“